# Graf DK 6
Graf DK 6 was de rustplaats van farao Ramses IX, een vorst uit de 20e dynastie van het Oude Egypte. Het graf is een van de mooiere in de Vallei der Koningen in Thebe, omdat het bekendstaat vanwege de mooie wandschilderingen.

## Het graf
Het graf van koning Ramses IX was reeds de oudheid open en was waarschijnlijk al geplunderd in de oudheid. Veel graffiti is gevonden van klassieke bewonderaars (46 teksten). De tombe is gebouwd tijdens de regering maar de helft werd afgemaakt na de dood van de koning. De mummie van de koning is elders aangetroffen. De schilderingen die in het graf zijn te zien zijn mogelijk gekopieerd uit een ander graf: Graf DK 9 van Ramses VI.

### De vorm van het graf
Het graf bestaat uit een weg die helemaal tot aan het einde van de graf gaat, dit afgewisseld met trappen naar beneden. Het graf is verdeeld in vier stukken. 
- Het eerste stuk de scènes van het boek van de grotten.
- Het tweede stuk is het boek van de doden, boek van de grotten en een astronomische plafond.
- Het derde deel bevat afbeeldingen van de koning als Osiris en het Amdoeat.
- Het vierde deel bevat een aantal andere boeken zoals het boek van de poorten, het boek der verborgen plaatsen en het boek van dag en de nacht.

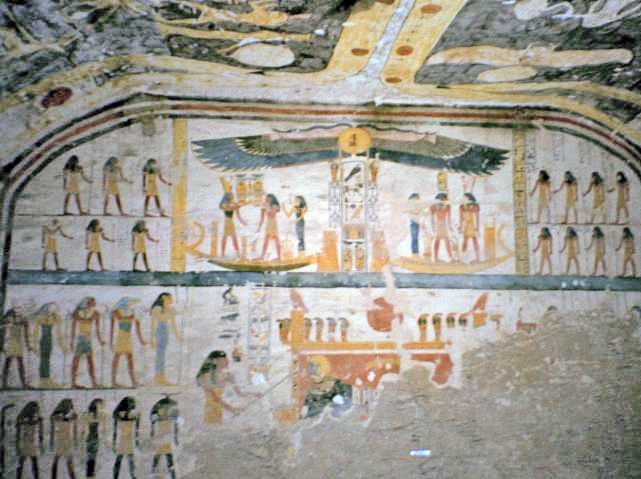
De grafkamer
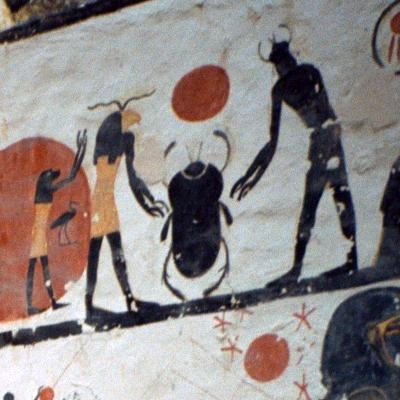
Afbeelding waarin het Boek van de Aarde wordt uitgebeeld.
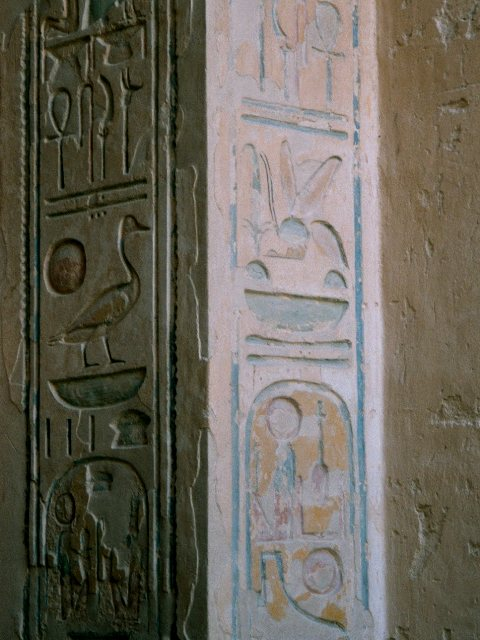
Fragment uit het graf met de naam van Ramses IX